# Naissance en 1337
Naissance
- 1333
- 1334
- 1335
- 1336
- 1337
- 1338
- 1339
- 1340
- 1341

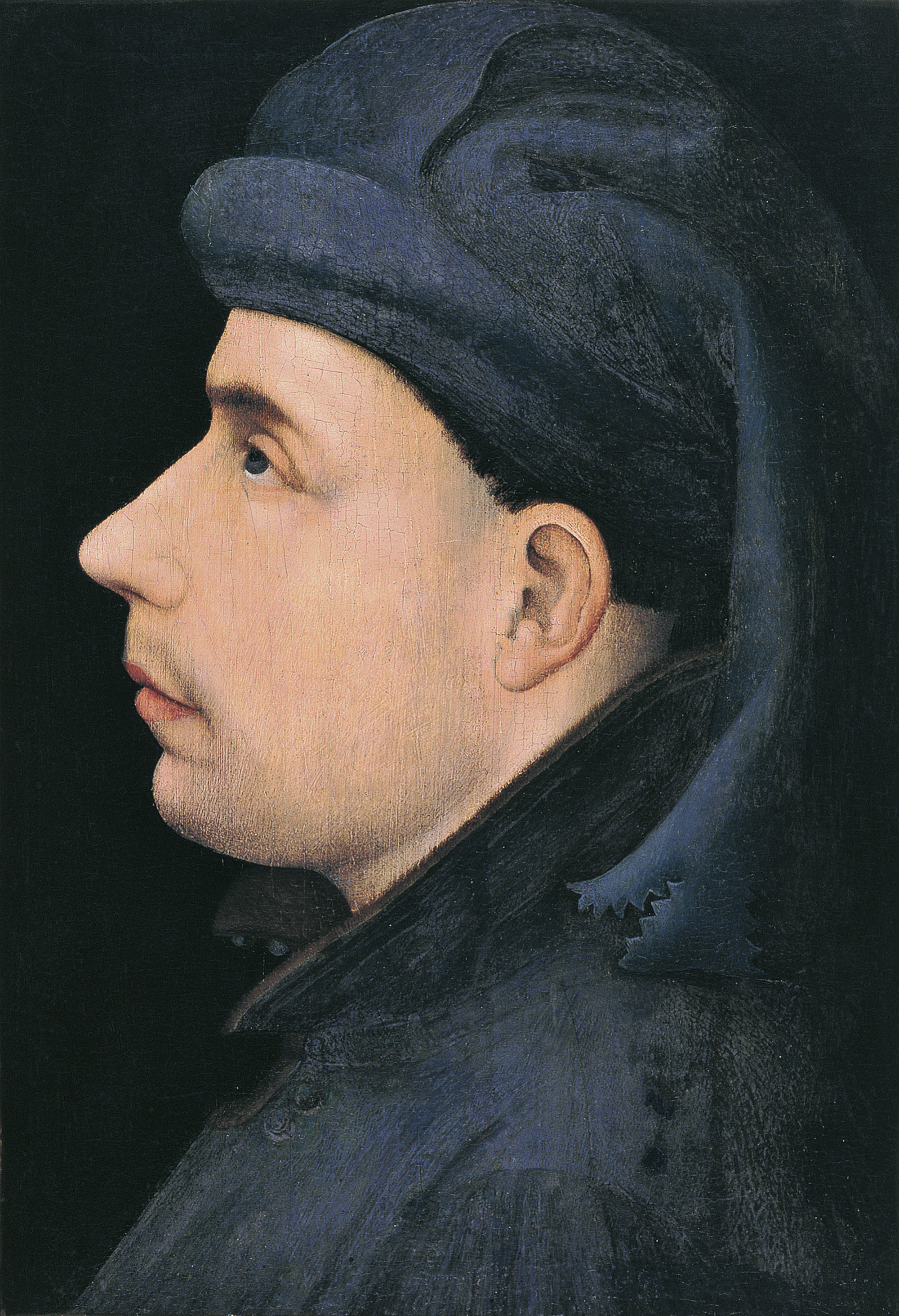
Venceslas Ier de Luxembourg, né en 1337.

Cette page dresse une liste de personnalités nées au cours de l'année 1337  :
- février : Charles III d'Alençon, comte d'Alençon et du Perche, archevêque de Lyon.
- 4 février : Louis II de Bourbon, duc de Bourbon, baron de Combrailles et comte de Forez par mariage.
- 25 février : Venceslas Ier de Luxembourg, duc de Luxembourg et duc de Brabant et de Limbourg.
- 10 mai : Jeanne de Forez, comtesse de Forez.
- 15 mai : Chungmok, vingt-neuvième roi de la Corée de la dynastie Goryeo.
- 22 novembre : Jeong Mong-ju, politicien et un pionnier du néoconfucianisme du temps de la dynastie Goryeo de Corée.

- Cyrille Belozersky, fondateur du Monastère de Kirillo-Belozersky, saint orthodoxe.
- Étienne III de Bavière, duc de Bavière.
- Tello de Castille, seigneur de Biscaye, premier seigneur d'Aguilar de Campoo et comte de Castañeda.
- Henri III de Mecklembourg-Schwerin, co-duc de Mecklembourg-Schwerin.
- Louis Ier de Sicile, roi de Sicile.
- Éric XII de Suède, roi de Suède.
- Benci di Cione, peintre et un architecte florentin.
- Brancaleone Doria, capitaine génois qui joue un rôle considérable dans le Judicat d'Arborée où il tente de s'imposer comme juge.
- Jeong Do-jeon, l'aristocrate le plus puissant du début de la période de Joseon en Corée et le conseiller principal de Taejo, premier roi de Joseon.
- Trần Duệ Tông, empereur du Đại Việt, 9e de la dynastie Trần.

date incertaine (vers 1337)
- Goussaut de Thoury, chevalier, seigneur du Bourbonnais, de Thoury-sur-Besbre (actuellement sur la commune de Saint-Pourçain-sur-Besbre), de Thoury-sur-Allier (actuellement sur la commune de Neuvy), de Vernuces, de Ronnet, de Pringy, de Lochy, de Broces, de Prunay, de la Renardière, de Montagor, d'Origny.

## Crédit d'auteurs
- Cet article est partiellement ou en totalité issu de l'article intitulé « 1337 » (voir la liste des auteurs).